# Laostates
Laostates är ett släkte av skalbaggar. Laostates ingår i familjen Dryophthoridae.
Kladogram enligt Catalogue of Life:
| Laostates | \| \| Laostates albiventris \| \| \| \| |
|           | \| \| Laostates albiventris \| \| \| \| |
|           | Laostates albiventris                   |
|           |                                         |